# Gouinia
Gouinia es un género de plantas herbáceas perteneciente a la familia de las poáceas. Es originario de México a Argentina.

## Taxonomía
El género fue descrito por E.Fourn. ex Benth. & Hook.f. y publicado en Genera Plantarum 3: 1178. 1883. La especie tipo es:  Gouinia polygama E. Fourn.
Etimología
Gouinia: nombre genérico  
Citología
Número de la base del cromosoma, x = 10. 2n = 40 (si está disponible, pero con n cuenta de 20, 32, 38 y 40).

## Especies aceptadas
A continuación se brinda un listado de las especies del género Gouinia aceptadas hasta mayo de 2015, ordenadas alfabéticamente. Para cada una se indica el nombre binomial seguido del autor, abreviado según las convenciones y usos.	
1. Gouinia barbata (Hack.) Swallen
2. Gouinia brasiliensis (S.Moore) Swallen
3. Gouinia cearensis (Ekman) Swallen
4. Gouinia gracilis Ekman
5. Gouinia guatemalensis (Hack.) Swallen
6. Gouinia isabelensis J.J.Ortíz
7. Gouinia latifolia (Griseb.) Vasey
8. Gouinia mexicana (Scribn.) Vasey
9. Gouinia papillosa Swallen
10. Gouinia paraguayensis (Kuntze) Parodi
11. Gouinia tortuosa Swallen
12. Gouinia virgata (J.Presl) Scribn.